# João Toscano
João Walter Toscano (Itu, 1933 - São Paulo, 5 de junho de 2011) foi um arquiteto brasileiro. Foi o criador de obras como o balneário de Águas da Prata, o Centro Empresarial do Aço, o Terminal Princesa Isabel, a estação Largo 13 de Maio (atual Estação Santo Amaro) da CPTM, em São Paulo, sendo que algumas destas obras tornaram-se um marco da arquitetura do aço.

## Obras
Toscano realizou dezenas de obras aos longo das décadas de 1960 a 1990, das quais se destacam:

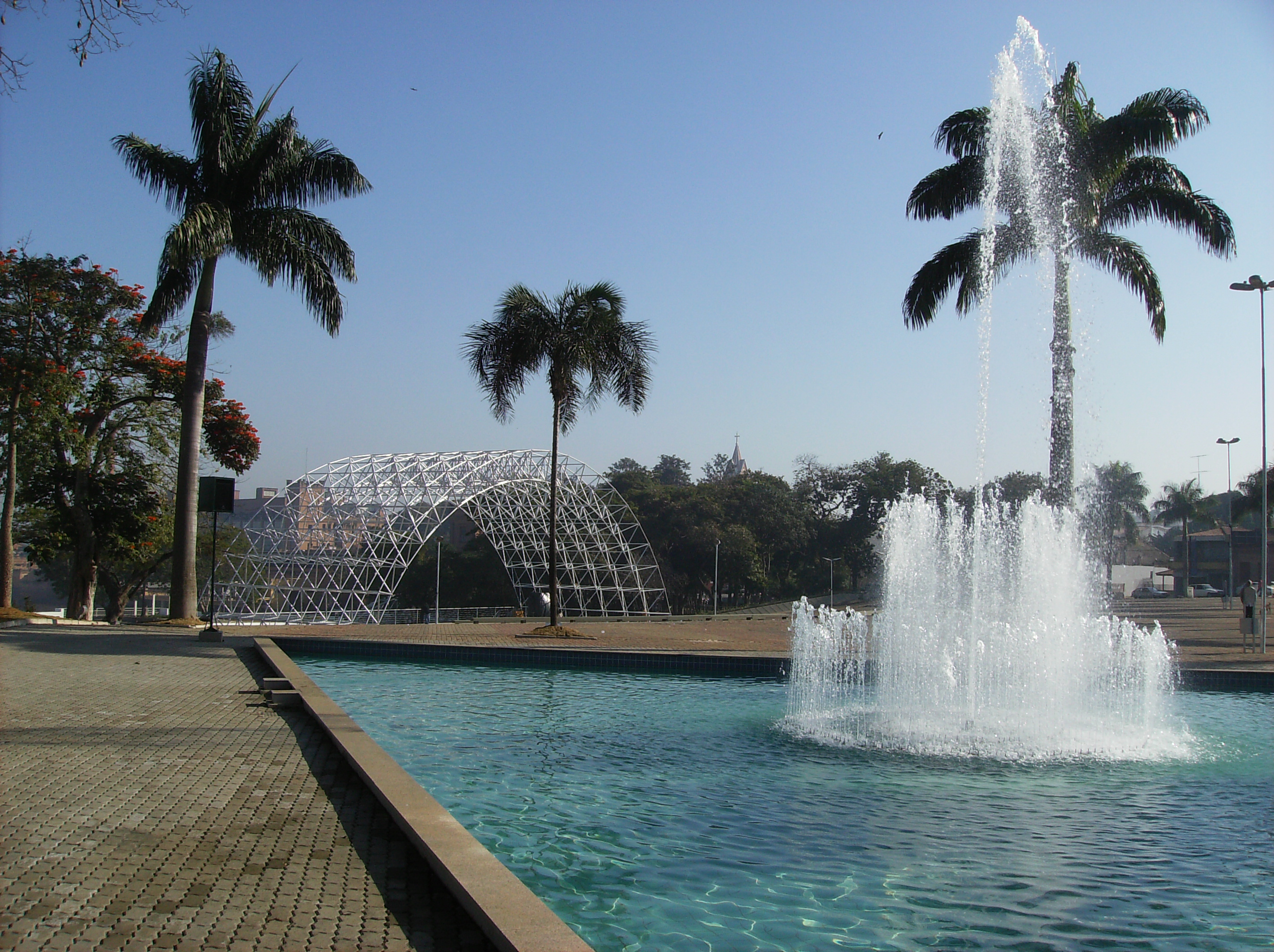
Aspecto da Praça Archimedes Lammoglia em Salto, obra de 1960
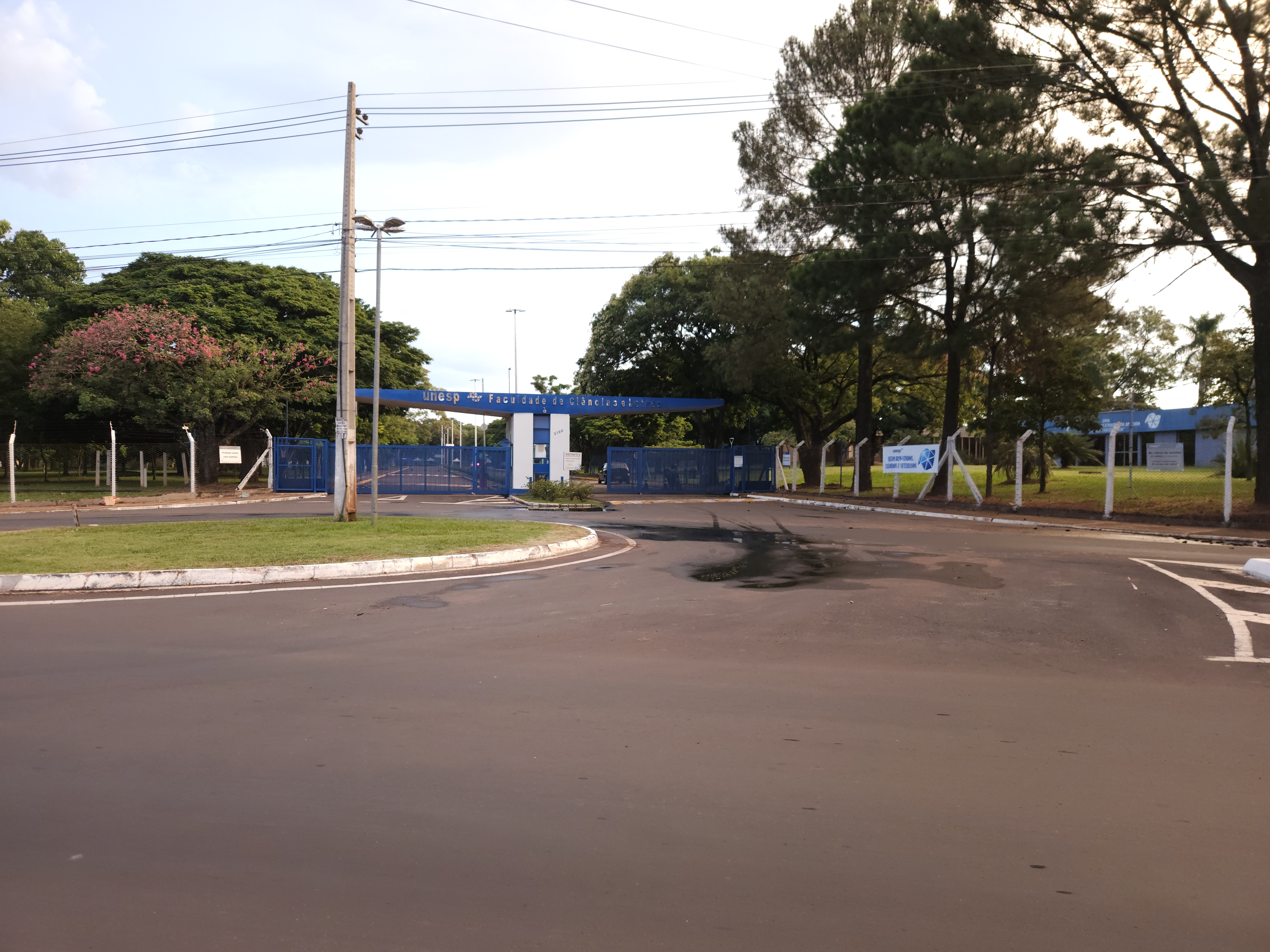
Entrada da Faculdade de Ciências e Letras de Assis, projeto de 1961
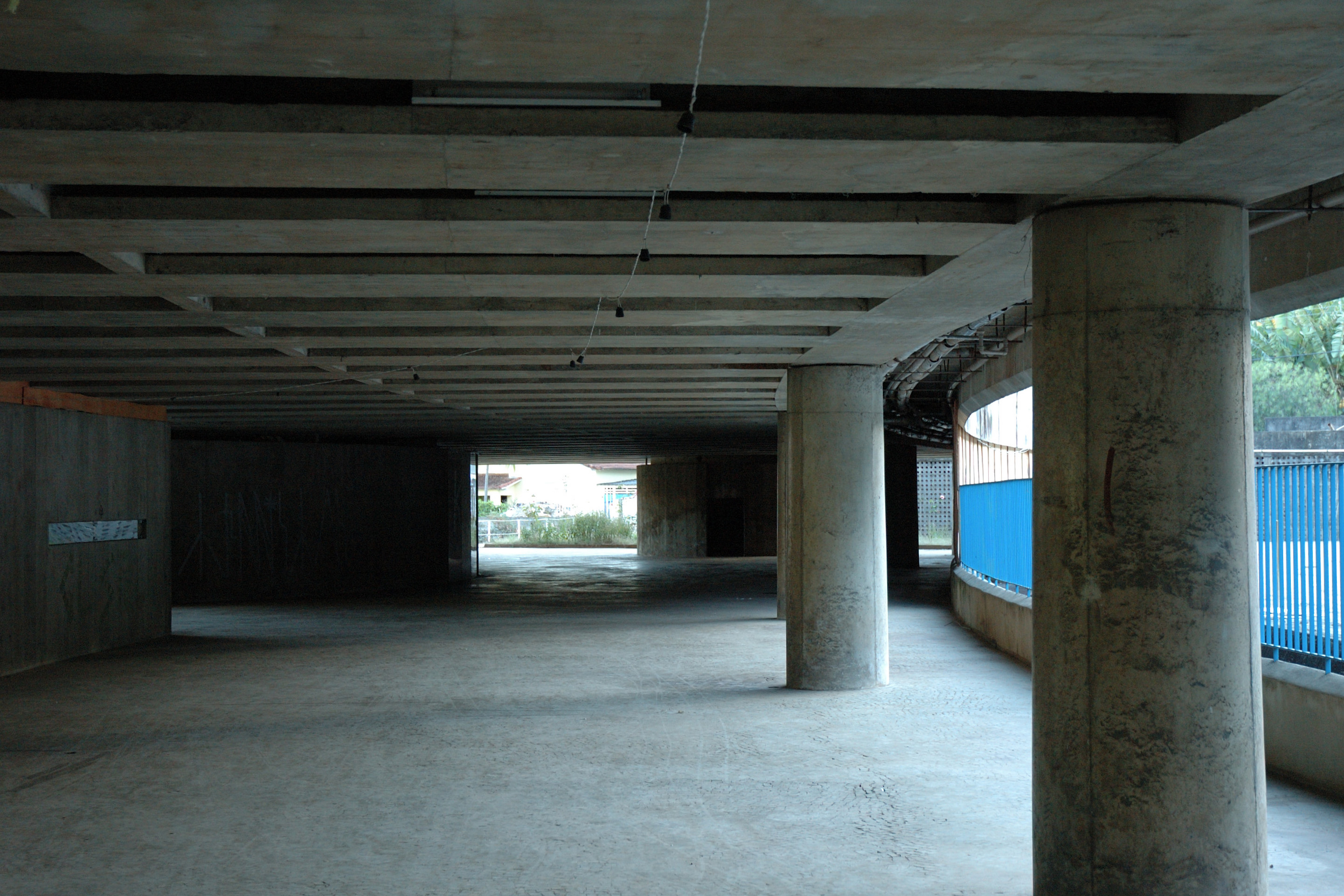
Aspecto do Balneário de Águas da Prata, projeto de 1971 realizado em parceria com o arquiteto Massayoshi Kamimura
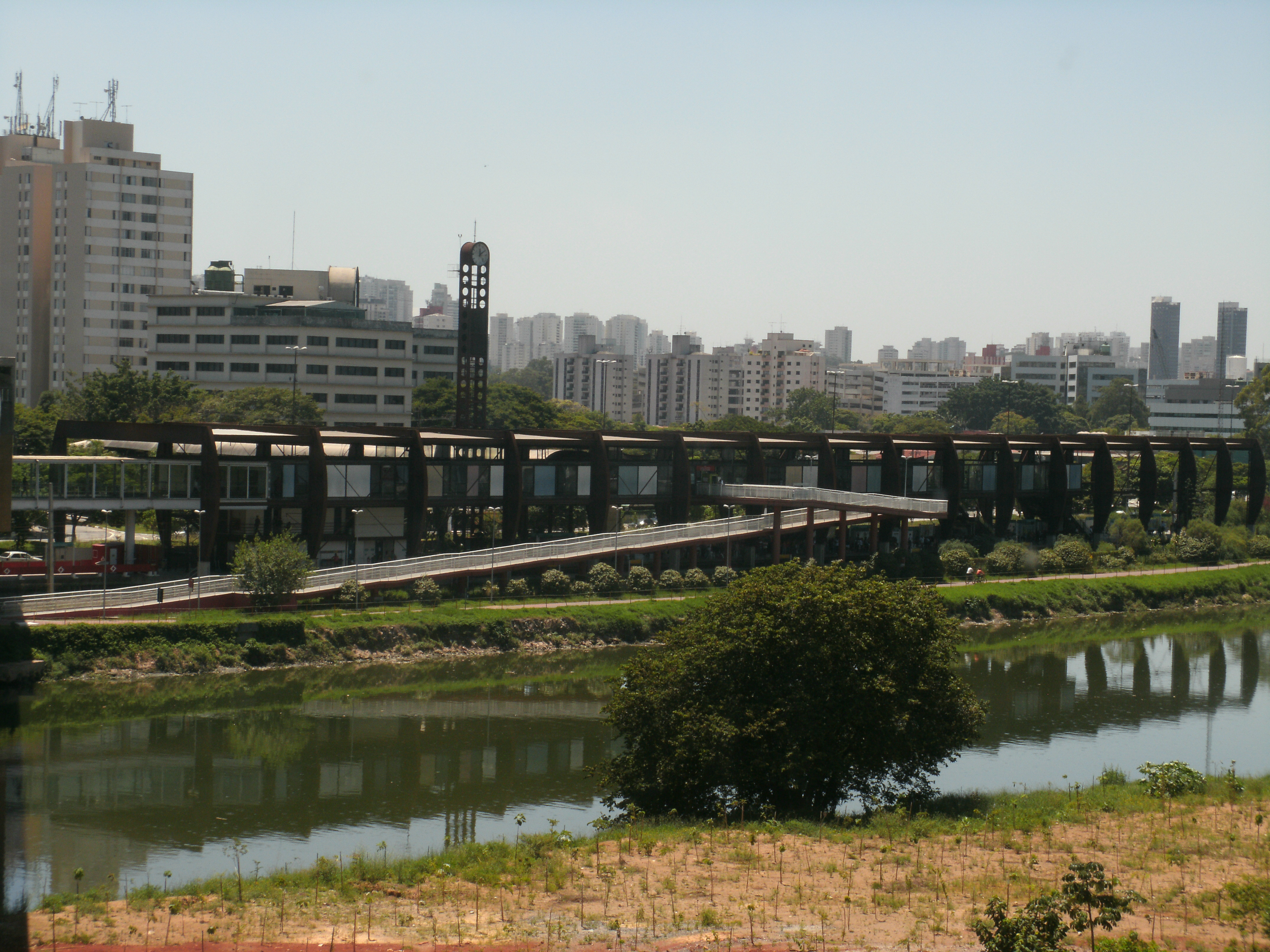
Estação Santo Amaro, projeto de 1985
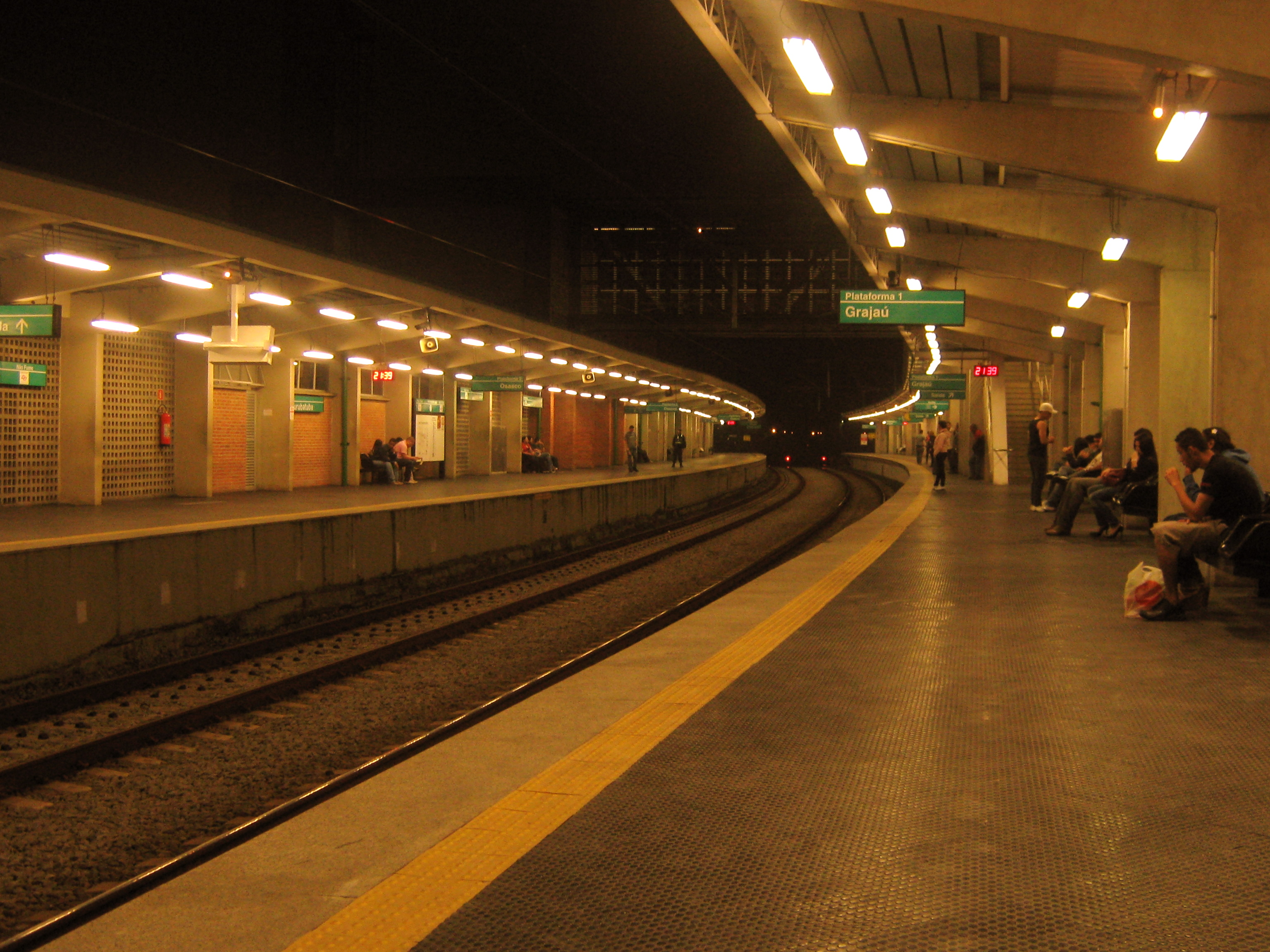
Plataformas da estação Jurubatuba, projeto de remodelação de 1985
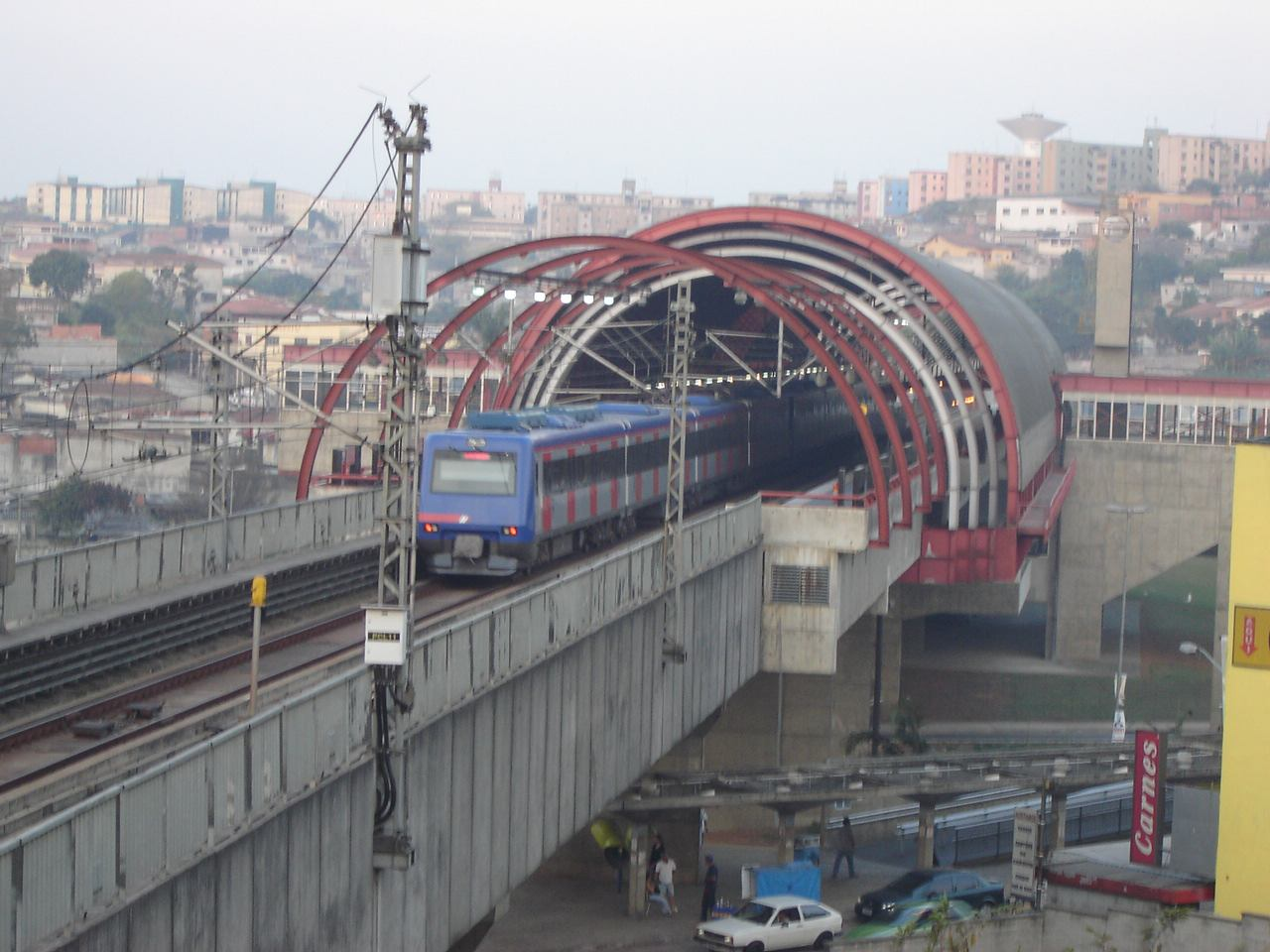
Estação Dom Bosco, projeto de 1990 que lhe deu o Grandê Prêmio da 4ª Bienal Internacional de Arquitetura (1999)
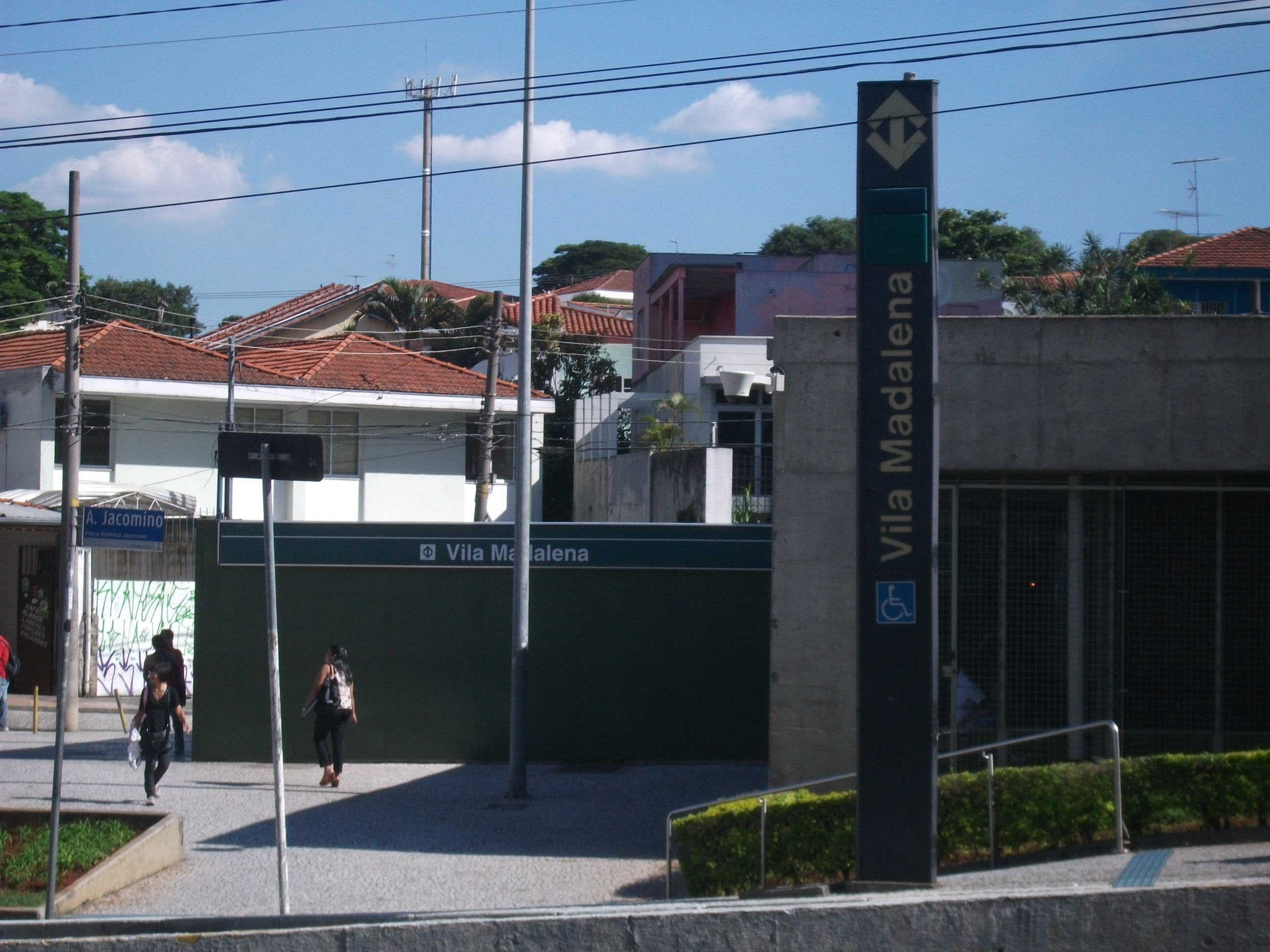
Entrada da estação Vila Madalena, projeto de 1992, realizado em parceria com os arquitetos Massayoshi Kamimura e Odiléia Toscano